# Baby’s Got a Temper
Baby’s Got a Temper ist ein Song der englischen Big-Beat-Band The Prodigy. Nach fünfjähriger Veröffentlichungspause erschien der Song am 1. Juli 2002 als dreizehnte Singleveröffentlichung der Band und als erste nach dem Austritt des Tänzers Leeroy Thornhill im Jahr 2000. Zum Zeitpunkt der Veröffentlichung war der Song noch für das Album Always Outnumbered, Never Outgunned vorgesehen, wurde dann aber 2003 wegen der stilistischen Ähnlichkeit mit  Firestarter von Liam Howlett wieder vom Album gestrichen. Da der Song also im Nachhinein als Nicht-Album-Single veröffentlicht wurde, wurde er in der Diskografie der offiziellen Website der Band als EP eingestuft, aber gleichzeitig auch als Singleveröffentlichung geführt.
Das Lied wurde kontrovers diskutiert auf Grund des Textes von Keith Flint, der sich besonders auf den Missbrauch der Droge Flunitrazepam bezieht.

## Musikvideo
Das Musikvideo zur Single wurde zusammen mit einem erklärenden Kurzfilm auf einer DVD veröffentlicht. Es wurde von dem schwedischen Produktionsteam Traktor entwickelt und zeigt drei Männer in Anzügen, die in der Maske verschwinden und sich dort als die Bandmitglieder verkleiden. Sie betreten anschließend die Bühne und spielen vor mehreren Kühen. Leicht bekleidete Frauen werden von einer korpulenten Frau mit einer Gerte zum Melken der Kühe gezwungen, die die Milch anschließend an ihren Partner weiterreicht. Dieser verkauft sie unter extrem großer Nachfrage an Passanten, welche die Milch umgehend und auffallend gierig konsumieren. Die Geschichte des Videos basiert auf einem Traum von Liam Howlett.

## Trackliste
12" Vinyl
A1. Baby’s Got a Temper (Main Mix) (4:24)
A2. Baby’s Got a Temper (Dub Mix) (5:28)
B1. Baby’s Got a Temper (Instrumental) (4:24)
B2. Baby’s Got a Temper (Acapella)
CD-Single
1. Baby’s Got a Temper (Main Mix) (4:24)
2. Baby’s Got a Temper (Dub Mix) (5:58)
3. Baby’s Got a Temper (Instrumental) (4:24)